# Mirza Abdul-Qader Bedil
Mirza Abdul-Qader Bedil, indijski pesnik afganistanskega rodu, * 1642, † 1720.
Danes je najbolj znan v Afganistanu in Srednji Aziji.